# Ricardo Juncos
Ricardo Juncos (Tigre; 14 de marzo de 1975) es un expiloto y actual dueño de equipo de automovilismo argentino. Es propietario del equipo de IndyCar Series Juncos Hollinger Racing.

## Biografía
Nacido en Tigre, Buenos Aires, Ricardo Juncos se recibió de ingeniero electromecánico y estudió mecánica en el Instituto Americano de Motores. Como piloto profesional disputó varias carreras de Fórmula Renault Argentina y sport prototipos. A su vez era dueño de un taller mecánico que atendía junto a su hermano. En 1997 fundó el equipo Juncos Racing, que compitió en los campeonatos de Fórmula Renault 1600 y 2000 y en sport prototipos. En 2002 debido a la crisis económica que arrasaba a Argentina desde diciembre del año anterior, Juncos decidió emigrar a los Estados Unidos, más precisamente a Miami, Florida. Allí comenzó a trabajar como carpintero industrial, hasta que recibió una propuesta para trabajar como mecánico y posteriormente como mánager en el equipo de karting Fittipaldi Racing Karts, cuyo dueño era el piloto brasileño Christian Fittipaldi.
Después de un rotundo éxito dentro del equipo, en 2003 Juncos creó su propio equipo de karting, con el que logró 19 campeonatos. En 2009 mudó la base de instalaciones de Juncos Racing a Indiana y comenzó a correr en el automovilismo grande de los Estados Unidos, logrando su primer título como director en 2010 en la Star Mazda Championship de la mano del piloto Conor Daly. A este título se le sumarían otros cuatro en 2014, 2017, 2018 y 2020 cuando la categoría se renombró a Pro Mazda Championship e Indy Pro 2000. También logró dos títulos de Indy Lights en 2015 y 2017 con los pilotos Spencer Pigot y Kyle Kaiser respectivamente. Desde 2017 el equipo compite en la IndyCar Series.
En 2023, Juncos fue distinguido por la Legislatura de la Ciudad Autónoma de Buenos Aires con el reconocimiento de «Personalidad Destacada en el Ámbito del Deporte».

## Vida personal
Ricardo Juncos actualmente reside en Indianápolis junto a su esposa Danielle, de nacionalidad brasileña, con quien tiene dos hijos: Leandro y Gabrielle.